# Andreas Vöst (Film)
Andreas Vöst ist eine deutsche Fernseh-Verfilmung des gleichnamigen Romans von Ludwig Thoma. Im Zentrum der Handlung steht ein Bauer, der durch eine Verleumdung sein Ansehen bei seinen Mitbürgern und seinen Glauben an die Gerechtigkeit verliert.

## Handlung
Bayern, 1906: Andreas Vöst, Bauer in Erlbach bei Dachau, steht politisch dem antiklerikalen Bayerischen Bauernbund nahe, weshalb er kein gutes Verhältnis zum Dorfpfarrer Baustätter hat. Zudem kommt seine Familie durch die uneheliche Schwangerschaft seiner Tochter Ursula („Urschel“) ins Gerede. Kindsvater ist Xaver, der aber die Vaterschaft abstreitet und eine Heirat verweigert. Andreas stellt ihn bei der Feldarbeit zur Rede und lässt sich dazu hinreißen, Xaver am Kragen zu packen und niederzuwerfen.
Andreas tritt bei der Bürgermeisterwahl gegen Xavers Vater, den Bauern Hierangl, an und wird von dem „bauernbündlerischen“ Landtagsabgeordneten Hutzenauer unterstützt. Er gewinnt die Wahl trotz der Agitation des Pfarrers gegen ihn. Im Wirtshaus kommt es zum Streit, als Hierangl behauptet, Andreas’ verstorbener Vater sei von diesem misshandelt worden. Der Pfarrer könne dies durch ein Schriftstück beweisen, das er im Kirchenbuch gefunden habe: Eine durch dessen Amtsvorgänger, den verstorbenen Pfarrer Held, festgehaltene Aussage von Andreas’ Vater. Andreas hält das für eine Verleumdung und lässt sich zu einer Tätlichkeit gegen Hierangl provozieren.
Aufgrund dieser Tätlichkeiten sowie der angeblichen Misshandlung des Vaters kann der Pfarrer es erreichen, dass das Bezirksamt die Bestätigung von Andreas als Bürgermeister verweigert. Andreas versucht dagegen vorzugehen, doch er bekommt weder Hilfe von dem Vorgesetzten des Pfarrers noch vom Bezirksbeamten. Er wird immer verbitterter und glaubt, als einfacher Bauer gegen den Filz aus Kirche und Regierung nicht anzukommen.
Inzwischen kommt Urschels Kind zur Welt. Der Pfarrer will das uneheliche Kind quasi bestrafen, indem er es auf den Namen des Heiligen seines Geburtstages tauft: Simplicius. Anna (Andreas’ Frau und damit die Großmutter des Kindes) bringt es zum Pfarrer des Nachbardorfes, der verständnisvoller und weniger engstirnig handelt und das Kind, wie von der Familie gewünscht, auf den Namen Andreas tauft. Bald darauf kommt Sepp, der Sohn von Andreas und Anna, vom Militärdienst zurück und ihm gelingt es, seine Schwester Urschel, die noch im Wochenbett liegt, etwas aufzuheitern.
Auch Silvester kehrt ins Dorf zurück: Er ist der Sohn einer armen Frau, der durch ein Theologiestudium der Armut entkommen wollte, nun aber ein Mädchen kennengelernt hat und den Priesterberuf doch nicht antreten möchte. Pfarrer Baustätter tadelt ihn dafür streng. Im Gespräch mit Silvester fällt dem Pfarrer der Zettel zu Boden, der angeblich Andreas’ Misshandlung seines Vaters bezeugen soll. Silvester erkennt an der Handschrift sofort, dass der Zettel nicht von Pfarrer Held stammt und daher gefälscht ist. Sofort erzählt er Andreas davon, der mit dieser Information wieder beim Bezirksamtmann vorspricht. Er will gegen Pfarrer Baustätter gerichtlich vorgehen, um seine Ehre wiederherzustellen und eine Entschuldigung des Pfarrers zu erzwingen. Der Bezirksamtmann weist Andreas genau so schroff ab wie zuvor, und dieser verliert den Glauben an jede Gerechtigkeit. Zurück im Dorf, betrinkt er sich im Wirtshaus. Sepp schafft es nicht, ihn nach Hause zu holen, und als Hierangl Andreas erneut provoziert, schlägt dieser ihm einen Maßkrug auf den Kopf und tötet ihn damit.
Im Prozess gegen Andreas sagt der Pfarrer gegen ihn aus. Andreas will auf den gefälschten Zettel zurückkommen, was der Richter aber als nicht zur Sache gehörig ablehnt. Der Abgeordnete Hutzenauer sitzt im Publikum und will Andreas helfen, indem er das Gericht lautstark darauf hinweist, dass Andreas aus politischen Gründen verleumdet wurde. Er kann aber nicht verhindern, dass Andreas wegen Totschlags zu vier Jahren Zuchthaus verurteilt wird.

## Produktion
Die Dreharbeiten fanden im Herbst 1978 in der Gegend um Dachau statt. Andreas Vöst ist eine Produktion von Elan-Film Gierke & Company und wurde im ZDF am 2. Juli 1979 zum ersten Mal ausgestrahlt, 1980 lief er auch im ORF. Später wurde er auch im Bayerischen Rundfunk gezeigt.
Michael Lerchenberg, Darsteller des Silvester und Autor eines Buches über Ludwig Thomas Kirchenkritik, behauptet, der „sehr katholische“ Drehbuchautor Fritz Meingast habe Thomas Aussage verfälschen wollen: Das Drehbuch habe eine Szene enthalten, in der Hierangl den Zettel des Pfarrers Held fälscht, obwohl im Roman Pfarrer Baustätter der Fälscher ist. Lerchenberg und der Hauptdarsteller Jörg Hube hätten beim Regisseur Eberhard Itzenplitz interveniert und erreicht, dass diese Szene nicht gedreht wird und damit zumindest unklar bleibt, wer der Fälscher ist. Der zuständige ZDF-Redakteur habe erst nach den Dreharbeiten von dieser Änderung erfahren, weshalb der Film einen schlechten Sendeplatz (an einem Montag um 21.45 Uhr) bekommen habe.

## Bezug zum Roman
Die Handlung des Romans wurde in der Filmadaption gekürzt und vereinfacht. Der politische Kontext des Aufstiegs des Bauernbundes spielt eine geringere Rolle als im Roman. Auch der Erzählstrang um Silvesters Abkehr vom Priesteramt wird nur angedeutet.
Ähnlich wie im Roman sprechen die Bauern unterschiedlich starken bairischen Dialekt und sozial höhergestellte Personen, wie Pfarrer und Beamte, sprechen standarddeutsch.